# Peter J. Bickel
Peter John Bickel (nacido en 1940) es un estadístico estadounidense  y profesor de estadística en la Universidad de California, Berkeley.

## Educación y carrera
Bickel estudió física en el Instituto de Tecnología de California. Se graduó en la Universidad de California, Berkeley, con un doctorado, en 1963, donde estudió con Erich Leo Lehmann.
Entre sus alumnos se encuentran C. F. Jeff Wu, Jianqing Fan, Katerina Kechris, Elizaveta Levina y Donald Andrews.

## Personal
Se casó con Nancy Kramer en 1964; ellos tienen dos niños.

## Premios
- 1970 - Becario Guggenheim [7]
- 1973 - Miembro de la Asociación Estadounidense de Estadística
- 1981 - recibió el Premio de los Presidentes de la COPSS [8]
- 1984 - Becario MacArthur
- 1986 - Miembro de la Academia Estadounidense de Artes y Ciencias [9]
- 1986 - Miembro de la Academia Nacional de Ciencias [10]
- 1986 - Doctorado honorario de la Universidad Hebrea de Jerusalén
- 1995: Miembro extranjero de la Real Academia de Artes y Ciencias de los Países Bajos [11]
- 2006 - Comandante de la Orden de Orange-Nassau [12]
- 2013 - Cátedra RA Fisher [13]
- 2014 - Doctorado honoris causa por la ETH Zurich [14]

## Otras lecturas
- Ritov, Y. A. (2011). «A Random Walk with Drift: Interview with Peter J. Bickel». Statistical Science 26: 150-159. arXiv:1106.2881. doi:10.1214/09-STS300.
- Fan, Jianqing; Ritov, eds. (2012). «Biography of Peter J. Bickel». Selected Works of Peter J. Bickel. Springer Science+Business Media. ISBN 9781461455448.